# De Graff, Ohio
De Graff là một làng thuộc quận Logan, tiểu bang Ohio, Hoa Kỳ. Năm 2010, dân số của làng này là 1285 người.

## Dân số
- Dân số năm 2000: 1212 người.
- Dân số năm 2010: 1285 người.